# Alfred Zefi
Alfred Zefi (Lezhë, 20 agosto 1991) è un calciatore albanese, centrocampista del Butrinti.

## Carriera

### Club
Cresciuto nel Laçi, squadra con la quale ha debuttato nel campionato albanese nel 2010.

## Statistiche

### Presenze e reti nei club
Statistiche aggiornate al 23 maggio 2019.
| Stagione        | Squadra         | Campionato      | Campionato | Campionato | Coppe nazionali | Coppe nazionali | Coppe nazionali | Coppe continentali | Coppe continentali | Coppe continentali | Altre coppe | Altre coppe | Altre coppe | Totale | Totale |
| Stagione        | Squadra         | Comp            | Pres       | Reti       | Comp            | Pres            | Reti            | Comp               | Pres               | Reti               | Comp        | Pres        | Reti        | Pres   | Reti   |
| --------------- | --------------- | --------------- | ---------- | ---------- | --------------- | --------------- | --------------- | ------------------ | ------------------ | ------------------ | ----------- | ----------- | ----------- | ------ | ------ |
| 2010-2011       | Laçi            | KS              | 8          | 0          | CA              | 0               | 0               | UEL                | -                  | -                  | -           | -           | -           | 8      | 0      |
| 2011-2012       | Laçi            | KS              | 24         | 1          | CA              | 11              | 2               | -                  | -                  | -                  | -           | -           | -           | 35     | 3      |
| 2012-2013       | Laçi            | KS              | 17         | 2          | CA              | 11              | 0               | -                  | -                  | -                  | -           | -           | -           | 28     | 2      |
| 2013-2014       | Laçi            | KS              | 27         | 0          | CA              | 4               | 0               | UEL                | 2                  | 0                  | SA          | 1           | 0           | 34     | 0      |
| 2014-2015       | Laçi            | KS              | 26         | 1          | CA              | 6               | 1               | UEL                | 4                  | 0                  | -           | -           | -           | 36     | 2      |
| 2015-2016       | Laçi            | KS              | 10         | 0          | CA              | 4               | 0               | UEL                | 0                  | 0                  | SA          | 0           | 0           | 14     | 0      |
| Totale Laçi     | Totale Laçi     | Totale Laçi     | 112        | 4          |                 | 36              | 3               |                    | 6                  | 0                  |             | 1           | 0           | 155    | 7      |
| 2016-2017       | Korabi          | KS              | 29         | 0          | CA              | 2               | 0               | -                  | -                  | -                  | -           | -           | -           | 31     | 0      |
| 2017-2018       | Kamza           | KS              | 17         | 0          | CA              | 3               | 0               | -                  | -                  | -                  | -           | -           | -           | 20     | 0      |
| 2018-2019       | Bylis Ballsh    | KP              | 22         | 0          | CA              | 4               | 0               | -                  | -                  | -                  | -           | -           | -           | 26     | 0      |
| 2019-2020       | Besa Kavajë     | KP              | 0          | 0          | CA              | 0               | 0               | -                  | -                  | -                  | -           | -           | -           | 0      | 0      |
| Totale carriera | Totale carriera | Totale carriera | 180        | 4          |                 | 45              | 3               |                    | 6                  | 0                  |             | 1           | 0           | 232    | 7      |

## Palmarès

### Club

#### Competizioni nazionali
- Coppa d'Albania: 2

Laçi: 2012-2013, 2014-2015
- Supercoppa d'Albania: 1

Laçi: 2015